# キサントフィルサイクル
キサントフィルサイクル（xanthophyll cycle）とは、植物が強光などの条件によって過剰な還元力が葉緑体内に蓄積した際、集光クロロフィルタンパク質（LHC2）の補助色素であるキサントフィル類が集光効率の低い物質に変化し、一方で弱光になった際は集光効率が高い物質に変化する回路のことである。強光あるいは、低温や気孔の閉鎖による代謝速度の低下のために還元力が過剰に蓄積することがあるが、キサントフィルサイクルはこのようなストレスの際に、余剰の光エネルギーを熱に変えて散逸させることにより、光化学系Ⅱへ渡すエネルギーを減らし、光阻害からの防御に役立っていると考えられている。
キサントフィルサイクルは3種のキサントフィル類によって構成されており、最も集光効率の高いものがビオラキサンチンである。還元力が過剰に蓄積すると集光効率の低いアンテラキサンチンに、次いでさらに集光効率の低いゼアキサンチンへと変換される。逆に弱光条件ではゼアキンサンチンがアンテラキサンチンを経てビオラキサンチンへと戻る。

ビオラキサンチン
アンテラキサンチン
ゼアキサンチン
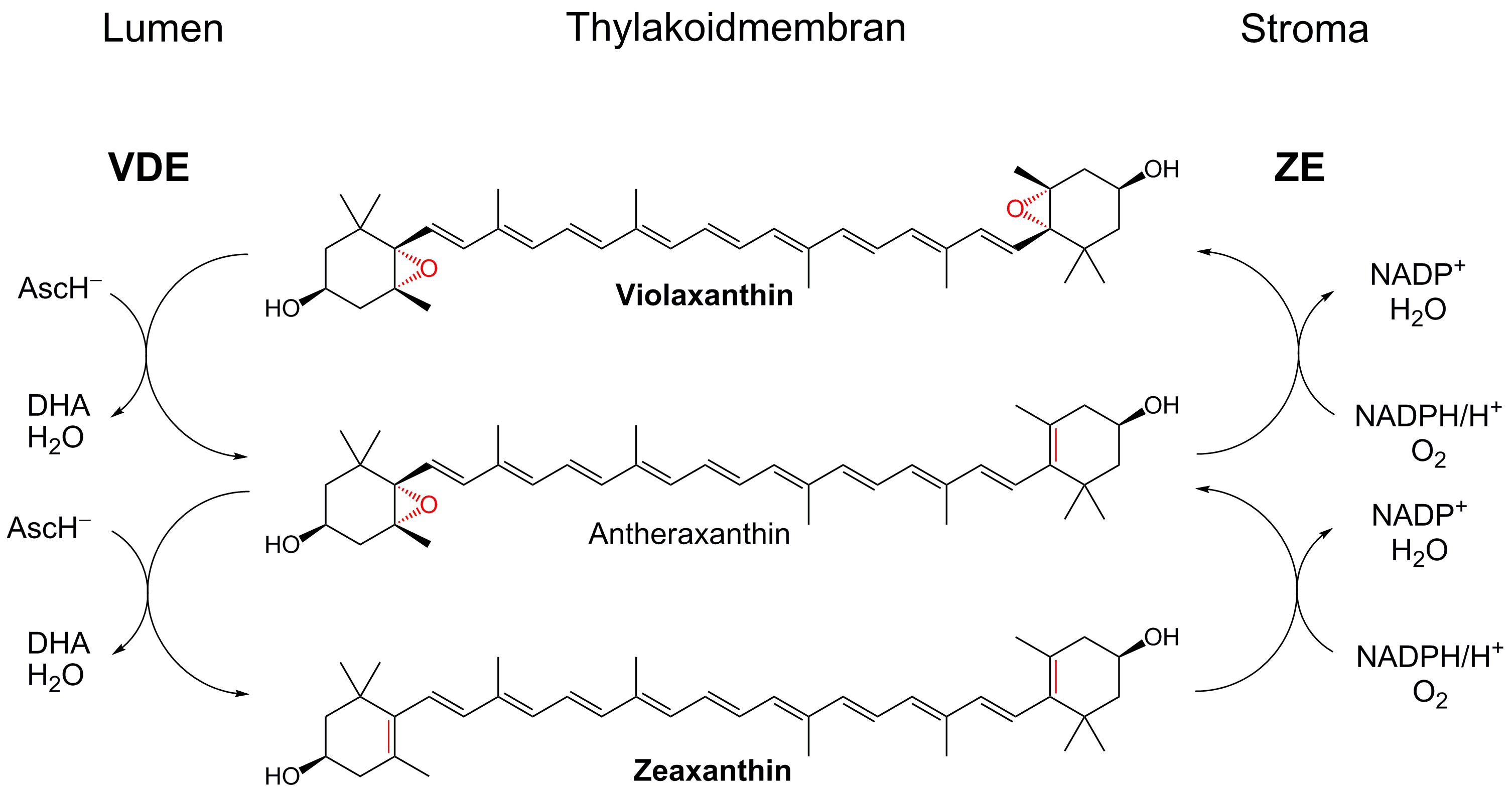
キサントフィルサイクル

## 化学反応とそのメカニズム
ビオラキサンチンは二つのエポキシ環を持つキサントフィル類であるが、これがアスコルビン酸によってエポキシ環のうちのひとつが還元されてアンテラキサンチンとなる。アンテラキサンチンは同様に、アスコルビン酸によってエポキシ環が還元されてゼアキサンチンとなる（脱エポキシ化）。これらの反応はチラコイド膜の内腔側で起こり、デエポキシダーゼによって触媒される。
逆に、ゼアキサンチンがアンテラキサンチンを経てビオラキサンチンになる反応（エポキシ化）はNADPHと酸素によって起こる。これらの反応はチラコイド膜のストロマ側で起こりエポキシダーゼによって触媒される。
光化学系Ⅱによって生成された還元力（H+）はチラコイドの内腔に蓄積するが、これが過剰になるとチラコイド内腔の酸性化を引き起こす。デエポキシダーゼの至適pHは5.0であるため、脱エポキシ化が進み、ゼアキサンチンが生成される。一方で弱光などにより還元力の蓄積が減りチラコイド内外の⊿pHが減少すると、エポキシダーゼが活性化されてゼアキサンチンのエポキシ化が進み、ビオラキサンチンが生成される。